# Diplazium angulosum
Diplazium angulosum là một loài thực vật có mạch trong họ Woodsiaceae. Loài này được C. Chr. miêu tả khoa học đầu tiên năm 1905.